# Agrostis kennedyana
Agrostis kennedyana é uma espécie de gramínea do gênero Agrostis, pertencente à família Poaceae.